# Науменко Олександр Євгенович
Олександр Євгенович Науменко (рос. Александр Евгеньевич Науменко; нар. 9 листопада 1997, Томськ, Росія) — російський футболіст, півзахисник.

## Життєпис
У сезоні 2016/17 років заявлений за молодіжний склад «Томі», проте взимку переведений до основного складу команди після того, як через фінансові проблеми клуб залишила велика кількість футболістів. 1 квітня 2017 року дебютував у головній команді у виїзному матчі 16-го туру чемпіонату Росії з «Арсеналом» (0:3), в якому вийшов на заміну на 84-й хвилині.